# TVR 450 SEAC
La TVR 450 SEAC est une voiture de sport conçue et construite par TVR en un an seulement. Elle utilisait la même carrosserie en fibre de verre et kevlar que la 420 SEAC et le même châssis. La seule différence était le moteur avec une cylindrée de 4,5 litres pour environ 327 ch (241 kW) et 435 N m de couple. En conséquence, bien que le 450 SEAC soit encore plus chère à construire et avec un prix de vente plus élevé qu'une 420 SEAC déjà élevé, environ 17 exemplaires furent fabriqués. Curieusement, il existe une rumeur qui affirme qu'il y a plus de SEAC aujourd'hui que ce qui a été fabriqué à l'époque. En fait il semblerait que de nombreux modèles wedges furent convertis avec les spécifications de 450 SEAC par la suite. 

## Caractéristiques
Moteur
- Moteur : TVR Power Rover V8
- Cylindrée : 4 441 cm3 (4,4 L)
- Puissance : 327 ch (241 kW)
- Sortie couple : 434 N m

Transmission
- Transmission : boîte 5 vitesses (Borg Warner T5)

Châssis / carrosserie
- Châssis : tubulaire
- Carrosserie : monocoque en fibre de verre renforcée de kevlar

Performance
- Accélération 0- 60 mi/h (97 km/h) : 4,5 secondes
- Vitesse maximale: 175 mi/h (282 km/h)